# Kuba na Letnich Igrzyskach Olimpijskich Młodzieży 2010
Kubę na Letnich Igrzyskach Olimpijskich Młodzieży 2010 w Singapurze reprezentowało 41 sportowców w 15 dyscyplinach.

## Skład kadry

### Boks
Chłopcy:
- Robeisy Eloy Ramirez – kategoria do 54 kg –  złoty medal
- Irosvani Duverger – kategoria do 81 kg –  złoty medal
- Lenier Eunice Pero – kategoria do 91 kg –  złoty medal

### Gimnastyka

#### Gimnastyka sportowa
- Ernesto Vila Sarria
  -  złoty medal

### Judo
- Alex Maxell Garcia Mendoza – kategoria do 100 kg – 5 miejsce

### Kajakarstwo
- Osvaldo Sacerio Cardenas
- Renier Mora Jimenez

### Lekkoatletyka
Chłopcy:
| Zawodnik                     | Dyscyplina         | Kwalifikacje | Kwalifikacje | Finał    | Finał |
| Zawodnik                     | Dyscyplina         | Rezultat     | Poz.         | Rezultat | Poz.  |
| ---------------------------- | ------------------ | ------------ | ------------ | -------- | ----- |
| Yordan Luis Ofarril Olivera  | 110 m przez płotki | 13.80        | 4 Q          | 13.69    | 5     |
| Lara Norge Sotomayor         | 400 m przez płotki | 51.74        | 1 Q          | 50.69    |       |
| Yandris Pompa Vazquez        | Rzut oszczepem     | 69.06        | 8 Q          | 68.65    | 8     |
| Daniel Alejandro Cruz Garcia | Rzut młotem        | 72.17        | 2 Q          | 62.42    | 7     |
| Yunier Duran Llamo           | Skok w dal         | 7.31         | 5 Q          | 7.41     | 4     |
| Radame Fabar Sanchez         | Trójskok           | 15.99        | 1 Q          | 16.37    |       |

Dziewczęta:
| Zawodnik                     | Dyscyplina     | Kwalifikacje | Kwalifikacje | Finał    | Finał |
| Zawodnik                     | Dyscyplina     | Rezultat     | Poz.         | Rezultat | Poz.  |
| ---------------------------- | -------------- | ------------ | ------------ | -------- | ----- |
| Lisneidy Ines Veitia Cordova | bieg na 100 m  | 12.22        | 11 qB        | 12.15    | 11    |
| Yaneisi Ribeaux              | bieg na 200 m  | DNF qC       | DNF qC       | DNS      | DNS   |
| Dayrina Sotolongo Garcia     | bieg na 1000 m | DSQ qB       | DSQ qB       | 2:56.74  | 20    |
| Lismania Munoz Barcelay      | Rzut oszczepem | 51.99        | 1 Q          | 52.40    |       |
| Marianne Fuentes Diaz        | Rzut młotem    | 48.89        | 13 qB        | 49.59    | 12    |

### Pięciobój nowoczesny
- Leydi Laura Moya Lopez
  - indywidualnie  złoty medal
  - w parze z  Nathan Schrimsher – 16 miejsce

### Podnoszenie ciężarów
- Ediel Marquez Ona –  brązowy medal

### Siatkówka
Drużyna chłopców:  złoty medal
- Wilfredo Leon
- Alejandro Gonzalez
- Carlos Araujo
- Juan Andres Leon
- Alexis Lamadrid (C)
- Yonder Garcia
- Yulian Duran
- Dariel Albo
- Nelson Loyolav
- Yassel Perdomo

### Skoki do wody
- Abel Ramirez Tellez – 5 miejsce

### Szermierka
- Redys Prades Rosabal – 10 miejsce

### Taekwondo
- Jose Angel Cobas – kategoria do 55 kg – 5 miejsce
- Konstantin Minin – kategoria +63 kg –  brązowy medal

### Triathlon
- Leslie Amat Alvarez – 22 miejsce

### Wioślarstwo
- Ainee Hernandez Delgado – 7 miejsce

### Zapasy

#### Styl dowolny
- Abraham de Jesus Conyedo Ruano – kategoria do 100 kg  srebrny medal

#### Styl klasyczny
- Yosvanys Pena Flores – kategoria do 42 kg  srebrny medal
- Johan Rodriguez Banguela – kategoria do 50 kg – 4 miejsce

### Żeglarstwo
- Lester Luis Hernandez Martinez – 28 miejsce
- Sanlay Castro de la Cruz – 24 miejsce